# LRT Televizija

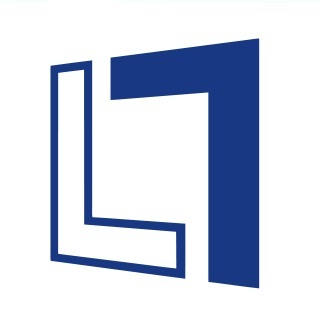
logo LTV do 2012 r.

LRT Televizija (do 28 lipca 2012 jako LTV) – pierwszy kanał Litewskiej Telewizji Publicznej nadawany przez Lietuvos Nacionalinis Radijas ir Televizija (LRT) od 30 kwietnia 1957 roku, a od 1975 emitowany w kolorze. LRT nadaje (od 22 września 2014 roku) program całą dobę. Wcześniej kanał nadawał średnio 19–20 godzin na dobę (od 6:00 do ok. 1:00–2:00 czasu litewskiego). Kanał jest dostępny na terenie Litwy oraz terenach przygranicznych krajów ościennych za pomocą nadajników naziemnych. LRT nadaje też za pośrednictwem satelity Sirius 4 dzięki czemu jest dostępna w Europie Wschodniej, Centralnej i Północnej.
25 marca 2013 przeszedł nadawanie w formacie 16:9.

## Skład programów
LRT Televizija składa się z:
- 26% – wiadomości i programy informacyjne
- 11% – programy publicystyczne i dziennikarskie
- 10% – poznawcze
- 7% – kulturalne
- 11% – rozrywkowe
- 3% – sportowe
- prawie 3% – programy religijne i etniczne
- reszta – filmy fabularne, dokumentalne, filmy i seriale telewizyjne

## Programy telewizyjne
- Labas rytas, Lietuva (Dzień dobry Litwo), program poranny
- Šiandien (Dzień), informacyjny program popołudniowy (litewski odpowiednik Teleexpressu)
- Žinios (Wiadomości), krótkie wiadomości: poranne i południowe oraz nocne
- Panorama, główny serwis informacyjny LRT
- Sportas (Sport)
- Orai (Pogoda)
- Encyklopedia Gustawa, program dla dzieci
- Loterija „Perlas” (Loteria Perła), loteria telewizyjna, polskim odpowiednikiem jest loteria Lotto
- Album Wileńskie, program w języku polskim
- A lyga, transmisja na żywo wybranch meczów litewskiej ekstraklasy
- ponadto programy publicystyczne, rozrywkowe, filmy i seriale telewizyjne

## Logo LRT

### Logo LRT TV do 2012 r. (wówczas LTV)
Logiem LTV do 2012 r. (obecnie LRT TV) były dwie figury: biała i niebieska. Biała przypominała literę L, a niebieska cyfrę 1 całość przypominała odwrócony trapez, lub kwadrat. Logo umieszczone było w górnym, prawym rogu ekranu.

### Obecne logo LRT
Obecnie logo LRT to biały napis „LRT” powyżej i „TELEVIZIJA” poniżej, w niebiesko-białym, pół-widocznym, nieregularnym, przechylonym w prawą stronę kwadracie.

## Dżingle reklamowe LRT TV do 2012 r.
Dżingle reklamowe do 2012 roku ukazywały ludzi, znajdujących się w chmurach, na niebieskim tle, z wkomponowanym logiem LTV. Obok loga pojawiał się napis „reklama”. Dżingle reklamowe przedstawiały się następująco:
- W logu LTV umieszczona jest huśtawka, w której huśta się kobieta.
- Logo LTV leży poziomo, w środku loga jest staw, po boku siedzi mężczyzna i dziecko, którzy łowią ryby.
- Logo znajduje się po lewej stronie, z boku tańczy mężczyzna i kobieta.
- Logo leży poziomo, na nim mężczyzna robi fikołki.

Dżingle reklamowe zmieniały się również m.in. w święta Bożego Narodzenia, Wielkanocy lub zależnie od pory roku.

## Zapowiedzi do 2012 r.
W trakcie trwania reklam pojawiają się zapowiedzi, przedstawienie polecanych programów. Pokazywany jest wówczas urywek programu, godzina i data ukazane są w górnym, lewym rogu ekranu, napisane białą czcionką. Urywek programu do 2012 r. zamykał się w błękitno-przeźroczystym logu LTV, pod spodem napisany był tytuł programu oraz strona internetowa – „lrt.lt”.

## Logotypy

Logo w latach 1990–1993
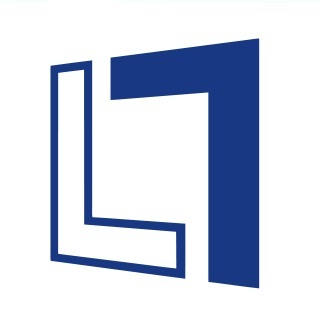
Od lutego 2003 do 27 lipca 2012 godz. 20:30. Kilka razy modyfikowano w 2007.